# Trojka (Unia Europejska)

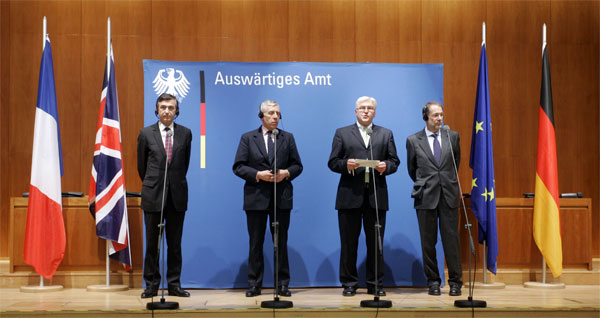
Javier Solana i Unijna Trojka (Philippe Douste-Blazy, Jack Straw, Frank-Walter Steinmeier) w 2004 roku

Trojka, inne nazwy: troika, trójka, trio, EU Trio – nieformalny organ związany z prezydencją Rady UE.
Początkowo w jej skład wchodziły 3 państwa: urzędująca prezydencja, przeszła i przyszła. Głównym jej zadaniem było zapewnienie ciągłości i spójności działań oraz lepszemu przygotowaniu ministerstw kraju, który miał przejąć przewodnictwo w następnym półroczu. Od Traktatu amsterdamskiego skład Trojki to: urzędująca prezydencja, kraj który przejmie przewodnictwo w następnym półroczu, wysoki przedstawiciel Unii do spraw zagranicznych i polityki bezpieczeństwa, przewodniczący Komisji Europejskiej.
Mianem troiki określa się również zespół złożony z Komisji Europejskiej, Europejskiego Banku Centralnego i Międzynarodowego Funduszu Walutowego odpowiedzialny za organizację pomocy finansowej dla państw strefy euro dotkniętych kryzysem zadłużenia.